# Jan z Ibelinu (1179–1236)
Jan z Ibelinu (ur. 1179, zm. 1236) – konstabl Jerozolimy w latach 1194–1205, władca Bejrutu i regent Królestwa Jerozolimskiego w latach 1205–1210.
Był synem Baliana z Ibelinu, władcy Nablusu i Ibelinu, oraz Marii Komneny, wdowy po Amalryku I, królu jerozolimskim.
W 1194 Henryk II z Szampanii, król jerozolimski, popadł w konflikt z Amalrykiem de Lusignan, konstablem Królestwa Jerozolimskiego. Amalryk wycofał się do Jafy. Chociaż nie złożył formalnej rezygnacji, Henryk uznał urząd za opróżniony i mianował Jana z Ibelinu konstablem.
W tym czasie był wasalem Ralfa z Tyberiady, który został wygnany ze swojego królestwa, został bowiem oskarżony o próbę zamordowania króla Amalryka II. Jan próbował mediacji między Ralfem a królem, ale nie zakończyły się one sukcesem. Mimo tego miał on ogromne wpływy, ponieważ jego przyrodnią siostrą była sama królowa Izabela Jerozolimska.
Prawdopodobnie przed 1205 Jan zrezygnował z funkcji konstabla w zamian za panowanie nad Bejrutem (który stał się później domem rodziny Ibelin aż do końca wieku). Zajął się on odbudową miasta, totalnie zniszczonego podczas wyprawy Saladyna na Królestwo Jerozolimskie, i wybudował rodzinny pałac. W 1207 do swoich ziem przyłączył dodatkowo Arsuf, dzięki swojemu małżeństwu z Melisandą z Arsuf. W latach 1205–1210 Jan pełnił funkcję mera w Akrze – nowej stolicy Królestwa, podczas małoletności Marii z Montferrat (córki Izabeli).
Jako regent pomógł on m.in. razem ze swoją matką Marią Komneną, zaaranżować małżeństwo syna Amalryka II – Hugona I, króla Cypru, z Alicją z Szampanii (córką poprzednika Amalryka jako króla – Henryka II z Szampanii). W 1210 zaaranżował również małżeństwo Marii z Janem z Brienne, którego kandydatura została zaproponowana przez samego króla Francji – Filipa II Augusta.